# Claude-Henri Watelet
Pour les articles homonymes, voir Watelet.
Claude-Henri Watelet, né le 28 août 1718 à Paris où il est mort le 12 janvier 1786, est un financier, artiste et homme de lettres français, à la fois peintre, aquafortiste, collectionneur, critique d'art, poète didactique et auteur dramatique.

## Biographie
Claude-Henri Watelet est le fils de Nicolas Robert Watelet, receveur général des finances de la généralité d'Orléans, et le petit-fils du fermier général Claude-Pierre de Beaufort. Frère du général Jean Nicolas Watelet de Valogny, il est le neveu du ministre Jean de Boullongne et du fermier général Edme Joseph Roslin d'Ivry. Il fait ses études au collège d'Harcourt et part à l’âge de dix-neuf ans en voyage pour l'Italie, où il fréquente les élèves de l’Académie de France à Rome, notamment Jean-Baptiste Marie Pierre avec lequel il se lie d'amitié, et réalise ses premières esquisses.
De retour en France, il hérite de son père la charge de receveur général des finances de la généralité d'Orléans, fonction qui lui procure des revenus considérables et lui permet de s’adonner à sa passion pour les arts.
Il fréquente les salons de Mme de Pompadour, de Mme de Tencin et de Mme Geoffroy. Il se lie avec Marmontel, l’abbé Delille et Salomon Gessner. Il fraye avec les auteurs de l’Encyclopédie, à laquelle il contribue la plupart des articles sur le dessin, la peinture et la gravure. Il écrit des pièces de théâtre en vers et en prose, dont deux seulement semblent avoir été jouées. En 1760, il publie un poème didactique, L’Art de peindre, qui lui vaut d’entrer la même année à l’Académie française.
Quelques années plus tôt, Watelet avait entamé une longue liaison avec la pastelliste Marguerite Le Comte, jeune femme mariée à qui il enseignait l’eau-forte. Il fait avec elle un deuxième séjour en Italie en 1763-64. En leur honneur, les pensionnaires de l'Académie de France composent un recueil de gravures auquel contribuent Louis Subleyras, le fils de Pierre Subleyras, et Hubert Robert. Watelet entreprend de traduire La Jérusalem délivrée et le Roland furieux, qu’il laisse toutefois inachevés.
En 1767, Claude-Henri Watelet acquiert quatre-vingt-une plaques de cuivre originales des gravures de Rembrandt, mais, lui-même étant aquafortiste, il en retravaille quelques-unes ou reprend l'aquatinte. Lors de la vente aux enchères de la collection Watelet en 1798, Pierre-François Basan en achète soixante-dix-huit et publie dans la foulée Recueil de quatre-vingt-cinq estampes originales... par Rembrandt, ouvrage qui sera édité pendant plus d'un siècle.

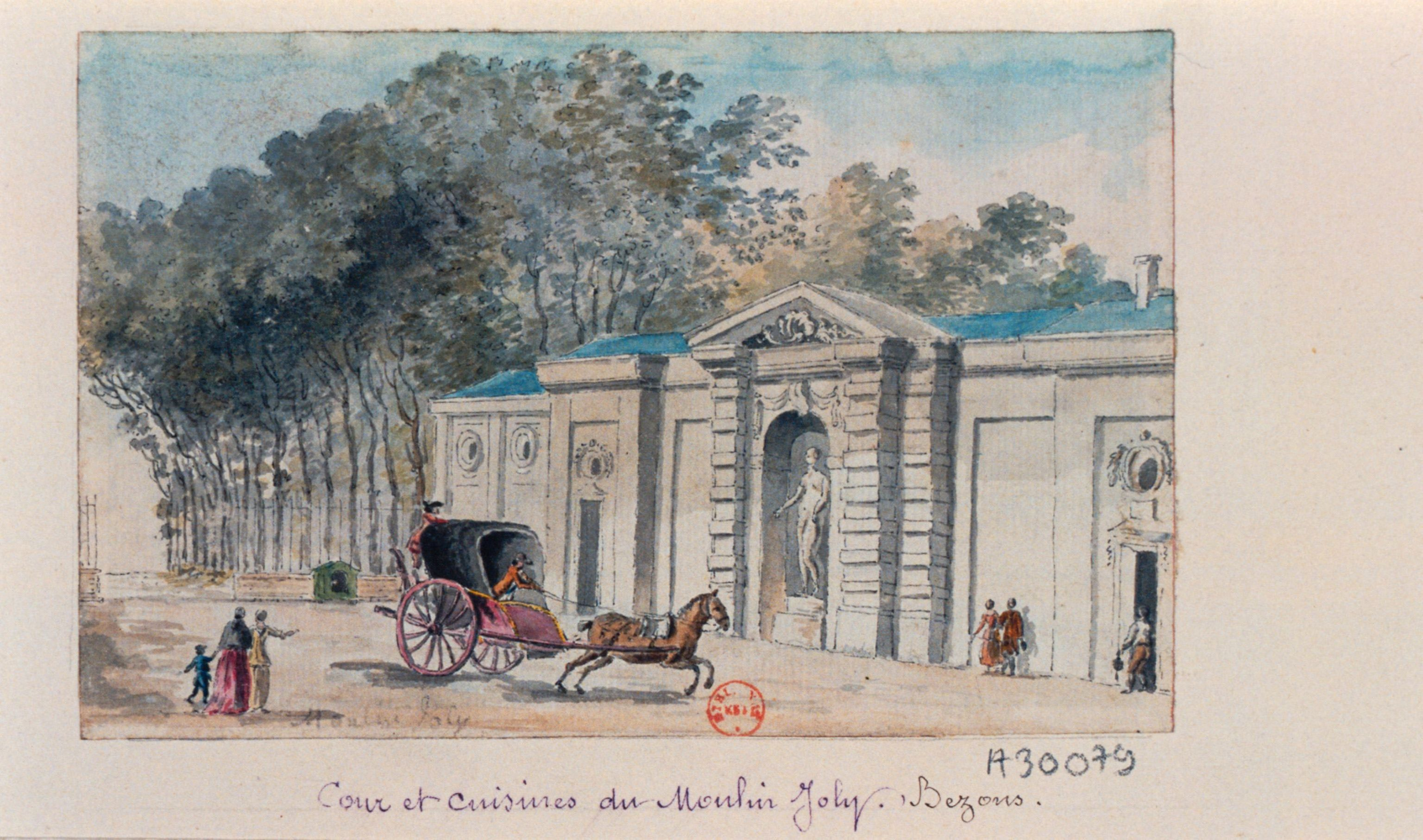
Cours et cuisines du Moulin Joly.
Dessin à la plume, encre de Chine et aquarelle par Watelet.

Son œuvre majeure, l’Essai sur les jardins, qui paraît en 1774, est en grande partie la description du Moulin-Joly, une propriété que Watelet a acquise en 1750 et aménagée sur les bords de la Seine à Colombes et dans laquelle il reçoit, en compagnie de Marguerite Le Comte, les amis et les curieux, parmi lesquels Jean-Claude Richard de Saint-Non, Turgot, Benjamin Franklin, Condorcet, le marquis de Marigny et, dit-on, Marie-Antoinette, qui s’en serait inspirée pour faire bâtir le Petit Hameau du château de Versailles.
C’est l’un des tout premiers « jardins pittoresques », dits aussi « anglo-chinois », destinés à remplacer peu à peu les jardins classiques, dits « à la française ». Au strict agencement de l’espace dans le style de Le Nôtre se substitue un paysage subtilement dessiné, lieu à la fois de rapport et d’agrément, propice aux échanges et à la rêverie.
Un revers de fortune, joint à une santé défaillante, contraint Watelet à réduire ses activités. Le médecin anatomiste Félix Vicq d'Azyr, qui fut également de l’Académie française, décrit ainsi ses dernières années :

« M. Watelet s’aperçut, dans ses dernières années, que le travail des lettres le fatiguoit beaucoup ; il y substitua celui des arts. Tantôt il dessinoit ; tantôt il gravoit à la manière de Rembrandt, dont il se flattoit d’avoir découvert le procédé, dont au moins il savoit rendre quelques effets. S’étant affoibli davantage, il se contenta de modeler en cire ; plus foible encore, il parcouroit ses porte-feuilles, il conversoit avec de jeunes artistes dont le feu le ranimoit, & proportionnant toujours ces nuances de plaisir à l’état de ses forces, il n’en cessa d’en goûter les charmes qu’au moment où ses sens refusèrent de lui en transmettre les impressions. Il s’éteignit ainsi d’une manière insensible au milieu de ces jouissances, & il expira sans douleur, en croyant s’endormir, le 12 janvier 1786. »

Outre l’Académie française, Claude-Henri Watelet a été membre de plusieurs académies : Académie royale de peinture et de sculpture et Société royale de médecine, en tant qu’associé libre, Académie de Berlin, Accademia della Crusca, Académie de Cortone, Institut de Bologne.

## L’Art de peindre
L’Art de peindre se présente sous la forme d'un poème en quatre chants sur le Dessin, la Couleur, l’Invention pittoresque et l’Invention poétique, suivi de préceptes en prose sur les Proportions, l'Ensemble, l'Équilibre ou Pondération et le Mouvement des Figures, la Beauté, la Grâce, l'harmonie de la Lumière et des Couleurs, l'Effet, l'Expression et les Passions.
La deuxième partie de l’ouvrage, orné de gravures et de vignettes que l’on juge fort belles, est mieux accueillie que la première. Diderot déclare : 

« Si le poème m'appartenait, je couperais toutes les vignettes, je les mettrais sous des glaces, et je jetterais le reste au feu. »

 Watelet n’en poursuit pas moins ses réflexions. Approfondies et retravaillées, elles vont fournir la matière de son Dictionnaire des beaux-arts.

## Le Moulin Joly et l’Essai sur les jardins
Dans l’Essai sur les jardins, considéré comme son œuvre majeure, Watelet décrit le jardin idéal. 
Inspiré d’Horace, qui préconisait de joindre l’utile et l’agréable, il contient une résidence, une ferme, des étables, une laiterie, un rucher, un moulin, un jardin médicinal, un laboratoire médical, une infirmerie.
Inspiré des jardins chinois, sur lesquels ont été modelés les jardins anglais, il est conçu en vue d'un effet bien précis :

« Quelques temples, quelques autels consacrés aux vertus, aux sciences, aux arts, aux sentimens agréables, mettroient de la richesse et de la diversité dans les aspects. Des inscriptions et des passages choisis et courts, gravés sur les arbres ou sur des colonnes et des obélisques entretiendroient l’impression que l’ensemble auroit inspiré, c’est-à-dire, une mélancolie douce, une distraction agréable dans lesquelles se confondroient des sentimens nobles et élevés où se mêleroit le souvenir et la réalité, où le moral soutiendroit le poétique, et où l’un et l’autre enfin donneroient au pittoresque tout l’intérêt dont il est susceptible. »

C’est ce dernier aspect que souligne Vicq d'Azyr, qui décrit ainsi la confluence entre les idées de l’auteur et l’aménagement du Moulin-Joly :

« À des vues très-philosophiques sur le progrès des arts, l’auteur a joint dans cet écrit des préceptes ingénieux sur les décorations des jardins de toute espèce ; mais ce qu’on l’y remarque avec plus d’intérêt, c’est le tableau de sa vie dans l’asyle champêtre où il devoit à ses amis le bonheur et l’hospitalité : style devenu fameux par les beautés de son site & de ses dispositions, & où la nature fut toujours respectée ; style visité par les grands, habité par les muses, célébré par le chantre aimable des jardins, et qui fut la retraite d’un sage. Le cours & la limpidité des eaux, la fraîcheur et le silence des grottes, des fleurs éparses sur des terrains incultes, & l’aspect de quelques ruines accompagnées d’inscriptions en vers harmonieux et doux, y rappelloient ce que valent, dans le sein de l’amitié, la liberté, le repos et le temps. »

Transformé en lieu de légende et en symbole personnel, le jardin du Moulin-Joly est évoqué en ces termes par George Sand dans une lettre adressée à son ami François Rollinat :

« Je n'ai pas rencontré l'être avec lequel j'aurais voulu vivre et mourir, ou, si je l'ai rencontré, je n'ai pas su le garder. Écoute une histoire, et pleure.

Il y avait un bon artiste, qu'on appelait Watelet, qui gravait à l'eau-forte mieux qu'aucun homme de son temps. Il aima Marguerite Le Conte et lui apprit à graver à l'eau-forte aussi bien que lui. Elle quitta son mari, ses biens et son pays pour aller vivre avec Watelet. Le monde les maudit ; puis, comme ils étaient pauvres et modestes, on les oublia. Quarante ans après, on découvrit aux environs de Paris, dans une maisonnette appelée Moulin-Joli, un vieux homme qui gravait à l'eau-forte et une vieille femme, qu'il appelait sa meunière, et qui gravait à l'eau-forte, assise à la même table. Le premier oisif qui découvrit cette merveille l'annonça aux autres, et le beau monde courut en foule à Moulin-Joli pour voir le phénomène. Un amour de quarante ans, un travail toujours assidu et toujours aimé ; deux beaux talents jumeaux ; Philémon et Baucis du vivant de mesdames Pompadour et Dubarry. Cela fit époque, et le couple miraculeux eut ses flatteurs, ses amis, ses poètes, ses admirateurs. Heureusement le couple mourut de vieillesse peu de jours après, car le monde eût tout gâté. Le dernier dessin qu'ils gravèrent représentait le Moulin-Joli, la maison de Marguerite, avec cette devise : Cur valle permutem Sabina divitias operosiores ?

Il est encadré dans ma chambre au-dessus d'un portrait dont personne ici n'a vu l'original. Pendant un an, l'être qui m'a légué ce portrait s'est assis avec moi toutes les nuits à une petite table, et il a vécu du même travail que moi... Au lever du jour, nous nous consultions sur notre œuvre, et nous soupions à la même petite table, tout en causant d'art, de sentiment et d'avenir. L'avenir nous a manqué de parole. Prie pour moi, ô Marguerite Le Conte! »

## Le Dictionnaire des beaux-arts
Dernier ouvrage de Watelet, le Dictionnaire des beaux-arts est publié dans le cadre de la vaste Encyclopédie Méthodique éditée par Charles-Joseph Panckoucke entre 1783 et 1832. Y sont définies les notions et décrites les techniques de la peinture, de la sculpture et de la gravure. On y trouve ainsi la description de la gradine, un ciseau utilisé en sculpture, avoisinant la première définition de la peinture de genre jamais parue dans un ouvrage didactique.
Ce projet consume cependant trop les forces de Watelet, dont la santé décline au moment où le premier volume est envoyé à la presse en 1788. Panckoucke fait alors appel à un protégé de Diderot, Pierre-Charles Levesque, qui parvient, avec l’aide d’autres collaborateurs, à compléter l’ouvrage et à assurer la publication du deuxième volume en 1791. Une deuxième édition en cinq volumes, intitulée Dictionnaire des arts de peinture, sculpture et gravure, paraît en 1792.

## Publications

### Essais sur l'art
- Vies des premiers peintres du roi, depuis M. Le Brun jusqu'à présent (1752). En collaboration.
- L'Art de peindre, poème, avec des réflexions sur les différentes parties de la peinture (1760) Texte en ligne
- L'art de peindre. Poëme, avec des réflexions sur les différentes parties de la peinture. Par Mr. Watelet, Associé libre de l'Académie Royale de Peinture & de Sculpture. Nouvelle edition, augmentée de deux Poëmes sur l'Art de peindre, de Mr. C. A. du Fresnoy & de Mr. l'abbé de Marsy. Amsterdam, Aux dépens de la Compagnie, 1761. [A Amsterdam, aux dépens de la Compagnie, MDCCLXI.] In-12, XXI (dont la page de titre en rouge et noir), 312 p., 17 gravures (1 titre-frontispice gravé par J. Folkema, 14 vignettes (dont une de titre) et deux planches hors texte gravées par N. v. Frankendaal).
- Essai sur les jardins (1774). Réédition : Gérard Monfort, 2004 Texte en ligne
- Dictionnaire des beaux-arts (2 volumes, 1788-91). Complété par Pierre-Charles Lévesque et d’autres auteurs. Texte en ligne 1 2. Réédité en 5 volumes sous le titre Dictionnaire de arts de peinture, sculpture et gravure en 1792 Texte en ligne. Réédition en fac-similé : L. F. Prault, Paris / Minkoff, Genève, 1972.
- Rymbranesques ou Essais de gravures (1783). Album de gravures de Rembrandt et de Watelet.

### Théâtre
- La Maison de campagne à la mode, ou La comédie d'après nature, comédie en deux actes, en prose, composée en 1777 (1784) Texte en ligne
- Recueil de quelques ouvrages de M. Watelet, de l'Académie françoise et de celle de peinture (1784). Contient : Silvie - Zénéïde, en 1 acte, en prose, composée en janvier 1743 - Les Statuaires d'Athènes, comédie en 3 actes en prose, composée en 1766 - Les Veuves, ou la Matrône d'Éphèse, comédie en 3 actes, en vers - Milon, intermède pastoral en 1 acte en vers - Deucalion et Pyrrha, opéra à grand spectacle, en 4 actes en vers, composé en 1765, exécuté au concert des écoles gratuites de dessin, le 29 avril 1772, dans la salle du Wauxhall de la foire St-Germain. Texte en ligne. - Délie, drame lyrique en 1 acte en vers, composé en 1765 - Phaon, drame lyrique en 2 actes en vers mêlé d'ariettes, représenté devant Leurs Majestés à Choisy en septembre 1778.